# Furman Bluffs
Die Furman Bluffs sind eine Reihe steiler Felsenkliffs an der Walgreen-Küste des westantarktischen Marie-Byrd-Lands. Sie bilden die Südostseite des Philbin Inlet auf der Martin-Halbinsel.
Luftaufnahmen der US-amerikanischen Operation Highjump (1946–1947) vom Januar 1947 dienten einer ersten Kartierung. Das Advisory Committee on Antarctic Names benannte sie 1967 nach James L. Furman von der United States Navy, Stabsassistent der Antarctic Task Force 43 von 1964 bis 1967.